# Scutum

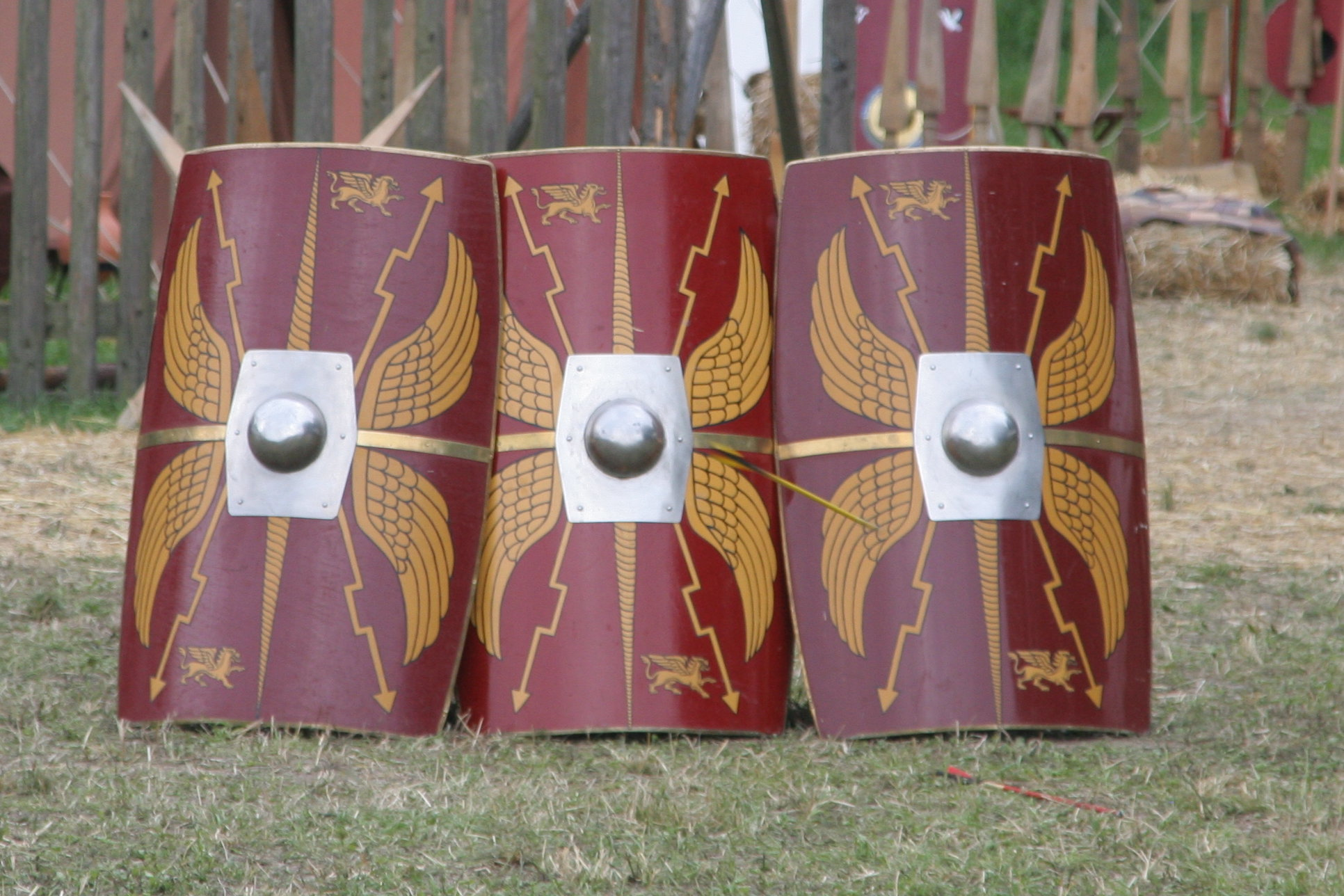
Římské raně císařské scutum

Scutum je latinský výraz pro štít. V dnešní době je slovo scutum spojováno se štítem, který používali starověcí Římané. Klasické scutum se používalo od 6. století př. n. l. do 4. století n. l. Během této doby se štít neustále vyvíjel a zdokonaloval.
Od šestého do čtvrtého století př. n. l. používali Římané řecký štít hoplon, ale sami jej nazývali scutum. Od používání hoplu se opustilo od konce čtvrtého století př. n. l. V té době bylo scutum vyrobeno z vrstveného dřeva, pokryto látkou či kůží a bylo nejspíše keltského původu. Štít se držel za jednoduchou rukojeť umístěnou za středovou puklicí. Scutum se o hodně víc hodilo k boji s mečem a k vrhání oštěpem než řecký hoplon. Štít byl ze všech stran pokryt kovem, aby se zabránilo jeho rozpůlení seknutím meče. Už v té době se na scutum malovaly různé malby, ale neměly ještě žádnou uniformitu. V období pozdní republiky se scutum v podstatě nezměnilo, pouze dostalo oválný tvar. Je pravděpodobné, že na štít se již malovaly znaky státu či jednotky a malbám se tak dostalo určitého řádu.
V raném císařství byl štít scutum, do té doby oválný, nahrazen obdélníkovým kusem. Jako u starého scuta byl vyroben z vrstveného dřeva, potažen kůží a hrany tohoto štítu byly chráněny kovem. Štít se také odlehčil a jeho obdélníkový tvar byl velice příhodný, protože se s ním daly provádět různé těžké formace, u který bylo zapotřebí rozměrného štítu. Štít ale nemusel být pořád stejný, při dáckých válkách se dácký meč falx ukázal tak silný, že se kvůli němu zesilovalo brnění a i štíty. Scutum používala i pretoriánská garda, která měla oválnou verzi tohoto štítu. Scutum představovalo v raném císařství velice účinnou ochranu ostatně jako i jiné římské zbraně. Od konce druhého století začíná scutum mizet (i když je stále používáno). Postupně získává drobné známky barbarizace anebo se nepoužívá vůbec a nahrazují jej germánské štíty. Tyto štíty byly oválné, menší a lehčí než scutum, ale v žádném případě nebyly tak účinné a neochraňovaly svého nositele v takové míře. Od konce třetího století n. l. scutum definitivně mizí, jako další klasické římské zbraně.